# The Crazy Beat of Gene Vincent
| Recensione | Giudizio |
| ---------- | -------- |
| AllMusic   |          |

The Crazy Beat of Gene Vincent è una Compilation del cantante rock and roll e rockabilly statunitense Gene Vincent, pubblicato (nel Regno Unito e Francia) dalla casa discografica Capitol Records nel 1963.

## Tracce

### LP
Lato A
1. Crazy Beat – 2:05 (Johnny Fallin, Jack Rhodes) – Registrato il 10 gennaio 1961 al Capitol Recording Studio, Hollywood, California
2. Important Words – 2:38 (Gene Vincent, Bill Davis) – Registrato il 20 ottobre 1958 al Capitol Recording Studio, Hollywood, California
3. It's Been Nice – 1:48 (Doc Pomus, Mort Shuman) – Registrato il 10 gennaio 1961 al Capitol Recording Studio, Hollywood, California
4. Lonesome Boy – 2:07 (Tommy Bedwell) – Registrato il 13 ottobre 1958 al Capitol Recording Studio, Hollywood, California
5. Good Lovin' – 1:56 (Calaban, Rorie) – Registrato l'11 gennaio 1961 al Capitol Recording Studio, Hollywood, California
6. I'm Gonna Catch Me a Rat – 2:04 (Jesse Mac Robinson) – Registrato il 10 gennaio 1961 al Capitol Recording Studio, Hollywood, California

Lato B
1. Rip It Up – 1:58 (Robert Blackwell, John Marascalco) – Registrato il 16 ottobre 1958 al Capitol Recording Studio, Hollywood, California
2. High Blood Pressure – 2:45 (Hughie Smith) – Registrato il 16 ottobre 1958 al Capitol Recording Studio, Hollywood, California
3. That's the Trouble with Love – 2:07 (Joe Huling, Bob Chilton) – Registrato il 10 gennaio 1961 al Capitol Recording Studio, Hollywood, California
4. Weeping Willow – 2:35 (Debra Lynn) – Registrato l'11 maggio 1960 al EMI Recording Studio 3, Abbey Road, Londra, Inghilterra
5. Tear Drops – 2:28 (Dick Glasser) – Registrato l'11 gennaio 1961 al Capitol Recording Studio, Hollywood, California
6. Gone, Gone, Gone – 2:05 (Joe South) – Registrato il 17 ottobre 1958 al Capitol Recording Studio, Hollywood, California

### CD
Edizione CD del 1999, pubblicato dalla Magic Records (5230152)
1. Crazy Beat (Johnny Fallin, Jack Rhodes)
2. Important Words (Gene Vincent, Bill Davis)
3. It's Been Nice (Doc Pomus, Mort Schuman)
4. Lonesome Boy (Tommy Bedwell)
5. Good Lovin' (Calaban, Rorie)
6. I'm Gonna Catch Me a Rat (Jesse Mac Robinson)
7. Rip It Up (Robert Blackwell, John Marascalco)
8. High Blood Pressure (Hughie Smith)
9. That's the Trouble with Love (Joe Huling, Bob Chilton)
10. Weeping Willow (Debra Lynn)
11. Tear Drops (Dick Glasser)
12. Gone, Gone, Gone (Joe South)
13. Pistol Packin' Mama (Al Dexter; arrangiamento di Eddie Cochran) – Traccia bonus
14. Mister Loneliness (Brad Boobis, Robert Stevens, Neil Nephew) – Traccia bonus
15. If You Want My Lovin' (Scott Turner, John Marascalco) – Traccia bonus
16. I'm Going Home (To See My Baby) (Bob Bain) – Traccia bonus
17. Love of a Man (Ed Newman) – Traccia bonus
18. Baby Don't Believe Him (Clyde Pitts) – Traccia bonus
19. Lucky Star (Dave Burgess) – Traccia bonus

- Brano: Pistol Packin' Mama, registrato l'11 maggio 1960 (al EMI Recording Studio 3, Abbey Road, Londra, UK)
- Brani: Mister Loneliness e If You Want My Lovin', registrato l'11 gennaio 1961 (al Capitol Recording Studio, Hollywood, California)
- Brani: I'm Going Home (To See My Baby) e Love of a Man (al EMI Recording Studio 3, Abbey Road, Londra, UK)
- Brani: Baby Don't Believe Him e Lucky Star, registrato il 18 ottobre 1961 (al Capitol Recording Studio, Hollywood, California)

## Musicisti
Crazy Beat / It's Been Nice / I'm Gonna Catch Me a Rat / That's the Trouble with Love
- Gene Vincent - voce
- Jimmy Haskell - conduttore orchestra
- Jimmy Haskell Orchestra
- Alan Reuss - chitarra
- Graham Morrison Turnbull (Scott Turner) - chitarra
- Ray Johnson - piano
- Clifford Hils - contrabbasso
- Allen Reid Breneman - batteria
- Ken Nelson - produttore

Important Words
- Gene Vincent - voce
- Johnny Meeks - chitarra
- Grady Owen - chitarra ritmica
- Clifton Simmons - piano
- Herbie Stewart - sassofono tenore
- Clyde Pennington - batteria
- Ken Nelson - produttore

Lonesome Boy
- Gene Vincent - voce
- Johnny Meeks - chitarra
- Grady Owen - chitarra ritmica
- Clifton Simmons - piano
- Clyde Pennington - batteria
- Ken Nelson - produttore

Good Lovin' / Tear Drops / Mister Loneliness / If You Want My Lovin'
- Gene Vincent - voce
- Jimmy Haskell - conduttore orchestra
- Jimmy Haskell Orchestra
- Bill Pitman - chitarra
- Scotty Turner - chitarra
- Ray Johnson - piano
- Clifford Hils - contrabbasso
- Allen Reid Breneman - batteria
- Victor Arno - violino
- Israel Baker - violino
- John Santulis - violino
- Gerald Vinci - violino
- Ken Nelson - produttore

Rip It Up / High Blood Pressure
- Gene Vincent - voce
- Johnny Meeks - chitarra
- Grady Owen - chitarra ritmica
- Clifton Simmons - piano
- Herbie Stewart - sassofono tenore
- Clyde Pennington - batteria
- Ken Nelson - produttore

Weeping Willow
- Gene Vincent - voce
- The Nornie Paramor Orchestra and Chorus

Gone, Gone, Gone
- Gene Vincent - voce
- Johnny Meeks - chitarra
- Grady Owen - chitarra ritmica
- Clifton Simmons - piano
- Herbie Stewart - sassofono tenore
- Clyde Pennington - batteria
- Ken Nelson - produttore

Pistol Packin' Mama
- Gene Vincent - voce
- Collin Green (Gene Vincent and The Beat Boys) - chitarra
- Georgie Fame (Gene Vincent and The Beat Boys) - piano
- Billy Mc Vay (Gene Vincent and The Beat Boys) - sassofono
- Vince Conze (Gene Vincent and The Beat Boys) - basso
- Red Reece (Gene Vincent and The Beat Boys) - batteria

I'm Going Home (To See My Baby) / Love of a Man
- Gene Vincent - voce
- Barrie Elmes (Sounds Incorporated) - chitarra
- Alan Holmes - sassofono
- Griff West - sassofono
- Wess Hunter - basso
- Tony Newman - batteria

Baby Don't Believe Him / Lucky Star
- Gene Vincent - voce
- Glen Campbell - chitarra
- Jim Pierce - piano
- Jerry Kolbrack - basso
- Jesse Sailes - batteria
- Ken Nelson - produttore[1]

## Classifica
Singoli
| Anno | Titolo del brano    | Classifica             | Posizione raggiunta |
| ---- | ------------------- | ---------------------- | ------------------- |
| 1960 | Pistol Packin' Mama | Official Singles Chart | 15                  |
| 1961 | I'm Going Home      | Official Singles Chart | 36                  |